# 直距凤仙花
直距凤仙花（学名：Impatiens pseudo-kingii）是凤仙花科凤仙花属的植物，为中国的特有植物。分布在中国大陆的云南等地，生长于海拔2,000米至2,600米的地区，见于沟边灌丛、杂木林中或林缘，目前尚未由人工引种栽培。